# Балтра
Балтра, или още Южен Сеймур (кръстен в чест на лорд Хю Сеймур), е малък плосък остров, част от Галапагоските острови, намиращ се близо до центъра им. Той се е формирал от геоложки подем. Островът е много сух и растителността се състои от лобода, опунция (вид кактус) и „свято“ дърво.
Произходът на името „Балтра“ за острова е неизвестен. „Балтра“ е испанско презиме (от Чили), така че е вероятно островът да е кръстен в чест на човек. Името е срещнато за първи път в издание на списание „Южноамерикански пилот“ от 1927 година; добавено след издание от 1915 година, но документа, обясняващ източника, е бил загубен. Името „Балтра“ понякога е грешно смятано за акроним, използван в американските военни сили, въпреки че термина предшества американската база.

## Летище
По времето на Втората световна война, Балтра е създаден като база на военновъздушните сили на армията на САЩ. Екипажите, разположен в Балтра, патрулират източната част на Тихия океан за вражески подводници и осигуряват защита на Панамския канал.
След войната помещенията са дадени на правителството на Еквадор. Днес острова продължава да бъде официална еквадорска военна база. Основите на сгради и други останки от американската база, включително старо летище, все още може да се видят на острова.
До 1986 г., летище Сеймур е единственото летище, което работи на островите Галапагос. В наши дни има две летища, които извършват полети от и до острова, като другото е летище Сан Кристобал на едноименния остров. Частните самолети, които летят до острова, трябва да летят до остров Балтра, тъй като това е единственото летище с денонощни съоръжения за самолети.
При пристигане на остров Балтра, всички посетители се транспортират с автобус към един от двата дока. Първият док е разположен в малък залив, където лодките, обикалящи Галапагос, чакат пътници. Вторият док, който е за фериботи, свързва остров Балтра с остров Санта Крус чрез канала Итабака.
Планове за по-голямо, модернизирано летище започва през 2011 г. и от началото на 2013 г. стартира работа и старите сгради се демонтират. Новото летище е под 15-годишната концесия от ECOGAL, дъщерно дружество на аржентинската компания Corporación América, и е представяно като „първото екологично летище в света“, поради намалената му консумация на енергия за осветление и вентилация, дъждовна вода, рециклиране на отпадъците и т.н.

## Дива природа
Понастоящем о. Балтра не е в границите на Национален парк „Галапагос“. Гагапагоската земна игуана е част от кампания на острова, целяща повторното ѝ заселване там; тя е изчезнала от Балтра през 1954 година. Въпреки това, в началото на 30-те години на 20 век, капитан Г. Алан Ханкок преместил всички Галапагоски земни игуани Галапагос от остров Балтра до остров Северен Сеймур, по-малък остров, само на няколкостотин метра северно от о. Балтра. Игуаните оцелели и се превърнали в част от животните в успешната научноизследователска кампания „Чарлз Дарвин“, целяща размножаването им. През 80-те години на 20 век, игуани от Северен Сеймур били заведени до изследователската станция „Дарвин“, като част от този проект, и през 90-те години, земни игуани били отново заселени на остров Балтра. От 1997 г. насам, учените преброили общо 97 игуани, живеещи на острова, 13 от които били родени там. В наши дни не е необичайно да се видят игуани, които преминават по главните пътища или по пистите на летището.